# Stapleton (Nebraska)
Stapleton is een plaats (village) in de Amerikaanse staat Nebraska, en valt bestuurlijk gezien onder Logan County.

## Demografie
Bij de volkstelling in 2000 werd het aantal inwoners vastgesteld op 301. In 2006 is het aantal inwoners door het United States Census Bureau geschat op 291, een daling van 10 (-3,3%).

## Geografie
Volgens het United States Census Bureau beslaat de plaats een oppervlakte van 0,6 km², geheel bestaande uit land. Stapleton ligt op ongeveer 885 m boven zeeniveau.

## Plaatsen in de nabije omgeving
De onderstaande figuur toont nabijgelegen plaatsen in een straal van 48 km rond Stapleton.